# Шурц, Ганс
Ганс Шурц (нем. Hans Schurz; 28 декабря 1913, Санкт-Сальдвадор, Фризах, Австро-Венгрия — после апреля 1945) — австрийский унтерштурмфюрер СС, начальник политического отдела концлагеря Освенцим.

## Биография
Ганс Шурц родился 28 декабря 1913 года в Каринтии. В начале февраля 1932 года вступил в НСДАП (билет № 1618368). После Аншлюса Австрии 15 марта 1938 года был зачислен в ряды СС (№ 385370). Затем был переведён в отделение гестапо в Цешине.
1 мая 1943 года был откомандирован в концлагерь Освенцим, где сначала был представителем начальника политического отдела Максимилиана Грабнера, а 1 декабря 1943 года возглавил политический отдел в Освенциме и оставался на этой должности до эвакуации лагеря в январе 1945 года. Потом был переведён в концлагерь Дора-Миттельбау, где с марта по апрель 1945 года возглавлял политический отдел. Служивший в политическом отделе и подчинённый Шурцу заключённый Франц Униковер после войны сообщал: 
Сначала я около 14 дней в алфавитном порядке рассортировывал документы, прибывшие из Освенцима транспортом. Досье было чрезвычайно важным.
Местонахождение Шурца после войны осталось неизвестным, вследствие чего земельный суд Вены в 1950 году объявил его умершим. Бывший начальник службы опознавания гестапо в Освенциме Бернхард Вальтер после войны заявил, что, по его сведениям, Шурц сбежал из британского лагеря для интернированных.